# 兵庫県道487号平野舞子停車場線
兵庫県道487号平野舞子停車場線（ひょうごけんどう487ごう ひらのまいこていしゃじょうせん）は、兵庫県神戸市西区から神戸市垂水区に至る一般県道である。

## 概要
神戸市西区平野町下村から神戸市垂水区東舞子町に至る。
起点から神戸西バイパスまでの区間の大半は、宅地造成などにより道路自体が消滅している。明舞団地内では明石市と神戸市の境界上を通り、団地のメインストリートとして整備されている。明舞団地からJR西日本山陽本線にぶつかるまでの区間は道路幅が非常に狭く、一部は北行きの一方通行になっている。

### 路線データ
- 起点：神戸市西区平野町下村（下村交差点、国道175号交点）
- 終点：神戸市垂水区東舞子町（舞子駅前交差点、国道2号交点）

## 路線状況

### 重複区間
- 国道2号神戸西バイパス（神戸市西区樫野台2丁目 - 神戸市西区櫨谷町菅野・菅野西交差点）
- 兵庫県道52号小部明石線（神戸市西区櫨谷町谷口）
- 国道2号神戸西バイパス（神戸市西区伊川谷町長坂 - 神戸市西区伊川谷町長坂・長坂東交差点）

### 道路施設

#### 橋梁
- 谷口第二橋（谷口川、神戸市西区）
- 長坂橋（伊川、神戸市西区）

## 地理

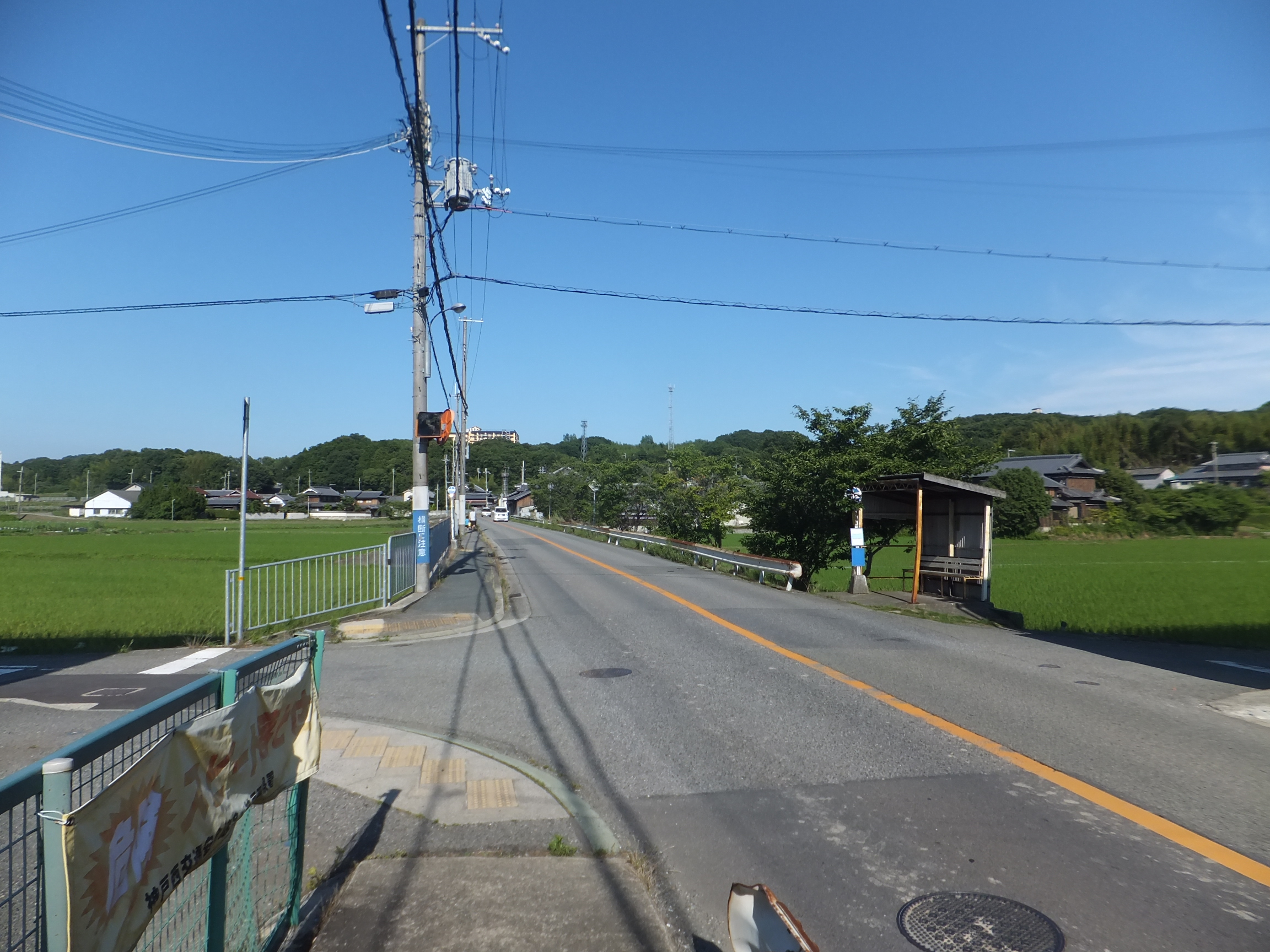
起点付近
神戸市西区平野町宮前で撮影

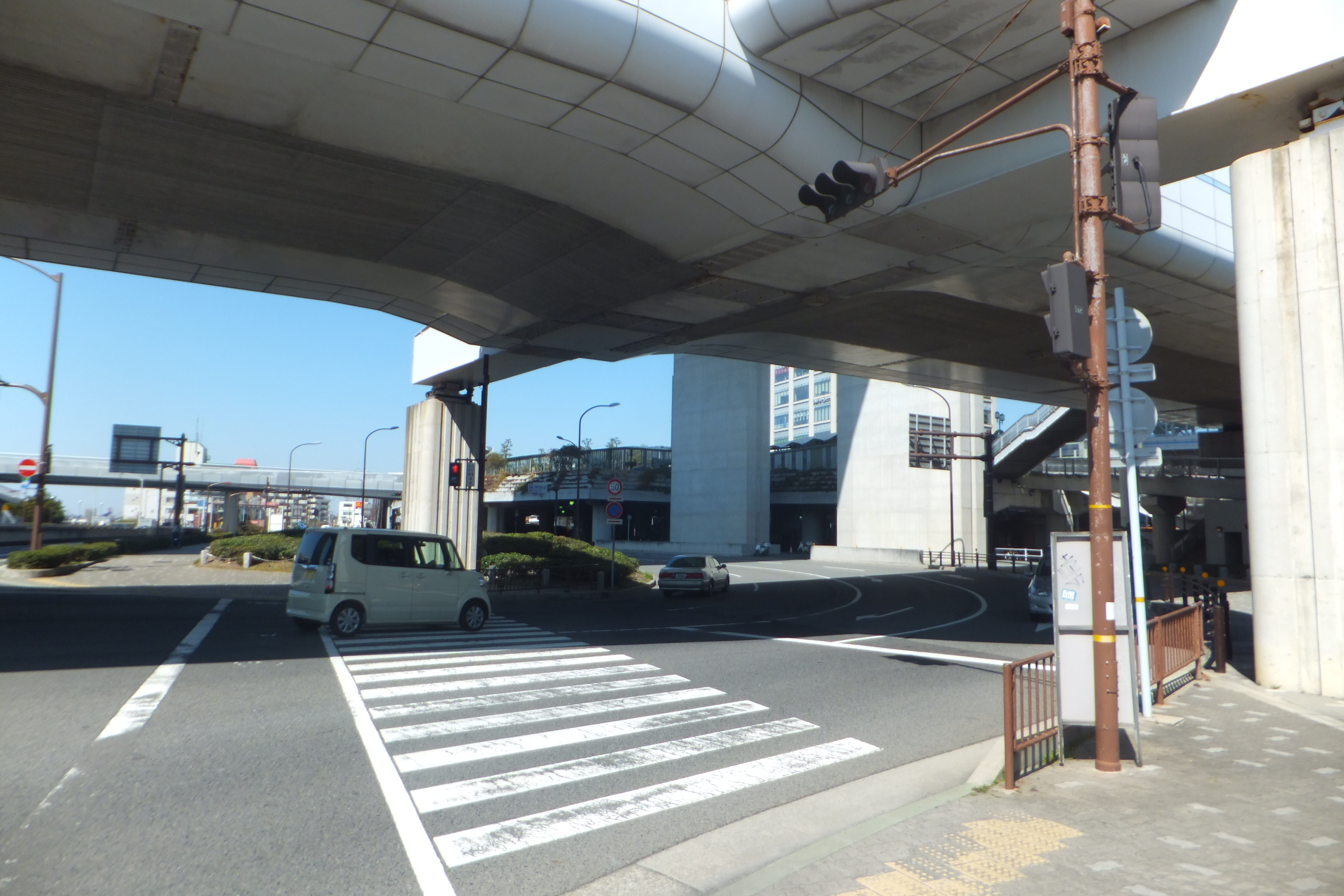
終点付近
神戸市垂水区東舞子町で撮影

### 通過する自治体
- 神戸市（西区 - 垂水区）

### 交差する道路
| 交差する道路                                               | 市町村名 | 市町村名 | 交差する場所 | 交差する場所           |
| ---------------------------------------------------------- | -------- | -------- | ------------ | ---------------------- |
| 国道175号 国道427号 重複                                   | 神戸市   | 西区     | 平野町下村   | 下村交差点 / 起点      |
| 国道2号 / 神戸西バイパス 重複区間起点                      | 神戸市   | 西区     | 樫野台2丁目  |                        |
| 国道2号 / 神戸西バイパス 重複区間終点                      | 神戸市   | 西区     | 櫨谷町菅野   | 菅野西交差点           |
| 兵庫県道52号小部明石線 重複区間起点                        | 神戸市   | 西区     | 櫨谷町谷口   |                        |
| 兵庫県道52号小部明石線 重複区間終点                        | 神戸市   | 西区     | 櫨谷町谷口   |                        |
| 未供用区間                                                 |          |          |              |                        |
| 兵庫県道16号明石神戸宝塚線                                 | 神戸市   | 西区     | 伊川谷町上脇 |                        |
| 国道2号 / 神戸西バイパス 重複区間起点                      | 神戸市   | 西区     | 伊川谷町長坂 |                        |
| E94 第二神明道路北線 国道2号 / 神戸西バイパス 重複区間終点 | 神戸市   | 西区     | 伊川谷町長坂 | 長坂東交差点 12 長坂IC |
| 兵庫県道488号長坂垂水線                                    | 神戸市   | 西区     | 伊川谷町長坂 |                        |
| 国道2号 国道28号 重複 国道250号 重複                       | 神戸市   | 垂水区   | 東舞子町     | 舞子駅前交差点 / 終点  |

### 交差する鉄道
- 山陽新幹線
- 山陽本線
- 山陽電気鉄道本線

### 沿線
- 滝川第二中学校・高等学校
- 兵庫県立伊川谷高等学校
- 神戸市立長坂中学校
- 神戸市立長坂小学校
- JR西日本山陽本線
  - 朝霧駅 - 舞子駅
- 山陽電気鉄道本線
  - 西舞子駅 - 舞子公園駅